# Església de Santa Maria (Sant Martí Sarroca)
L'Església de Santa Maria és una església romànica del segle xii, situada al cim del turó de la Roca, a Sant Martí Sarroca, Alt Penedès. Conjuntament amb el castell de Sant Martí Sarroca formen l'anomenat Conjunt monumental de la Roca. Està catalogada com a monument històric artístic per la Generalitat de Catalunya des del 1931, i ambdós edificis formen part actualment del museu municipal.

## Arquitectura
És un edifici d'una nau amb un absis semicircular, molt ric en decoració escultòrica, amb arcades a l'interior i a l'exterior, sostingudes per columnes amb capitells ornats. La nau és coberta amb volta de canó seguit sobre arcs torals. Sobre el creuer s'alça un cimbori, format per una cúpula semiesfèrica sobre petxines, damunt la qual, el 1600, fou bastit el campanar octogonal, amb balustrada. El 1633 foren afegides dues capelles laterals a la nau i fou obert un portal barroc al mur de ponent amb frontal esculpit i el bust de sant Martí. El 1705, al costat nord del creuer s'afegí una capella neoclàssica amb una cúpula sobre petxines, que conserva un retaule barroc salomònic del 1718.

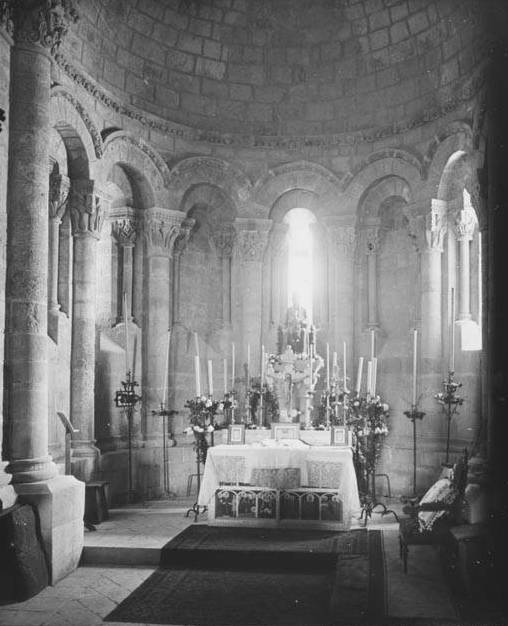
Interior de l'absis de l'església (entre 1890 i 1920

De la construcció romànica del segle xi en resta, a més de la nau, la base d'una gran torre campanar adossada al mur sud, amb restes de lesenes de tipus llombard.
L'església de Santa Maria de Sant Martí Sarroca és un dels edificis del segon romànic amb una decoració escultòrica més rica de tot Catalunya. Els murs perimetrals de l'església són ornats per un fris sostingut per unes noranta mènsules esculpides amb caparrons, animals fantàstics i altres temes ornamentals. La porta d'entrada original, situada per raons topogràfiques al mur nord, té sis capitells amb arquivoltes i arcs en degradació, tots profusament esculpits. A l'interior, els capitells que assenyalen l'arrencada dels arcs torals i dels formers, són igualment molt decorats.
A l'interior de l'església de Sant Martí Sarroca es conserva, també, un magnífic retaule gòtic del 1415, atribuït a Jaume Cabrera, deixeble dels germans Serra i de Borrassà, i dues piques baptismals renaixentistes del segle xvi. Hi ha una imatge de fusta policromada de la Verge asseguda en un tron amb el nen a la falda. Duu túnica i mantell, amb corona i una bola a una mà. El nen duu túnica i corona, un llibre a la mà i amb l'altra fa el senyal de la benedicció. Estilística pròpia del romànic, que remarca el hieratisme de les figures. Iconografia també pròpia del romànic, amb la interpretació de la Verge com a Sedes Sapientiae i no com a Mare de Déu.

## Història
La primera església del castell dedicada a Santa Maria la va fer construir Arnau de Santmartí del llinatge Santmartí. El temple va ser ampliat a finals del segle xii, construït sobre l'edifici religiós anterior del segle x, i va ser consagrat el 1204. En aquella època el castell estava en mans de Ferrer de Santmartí.

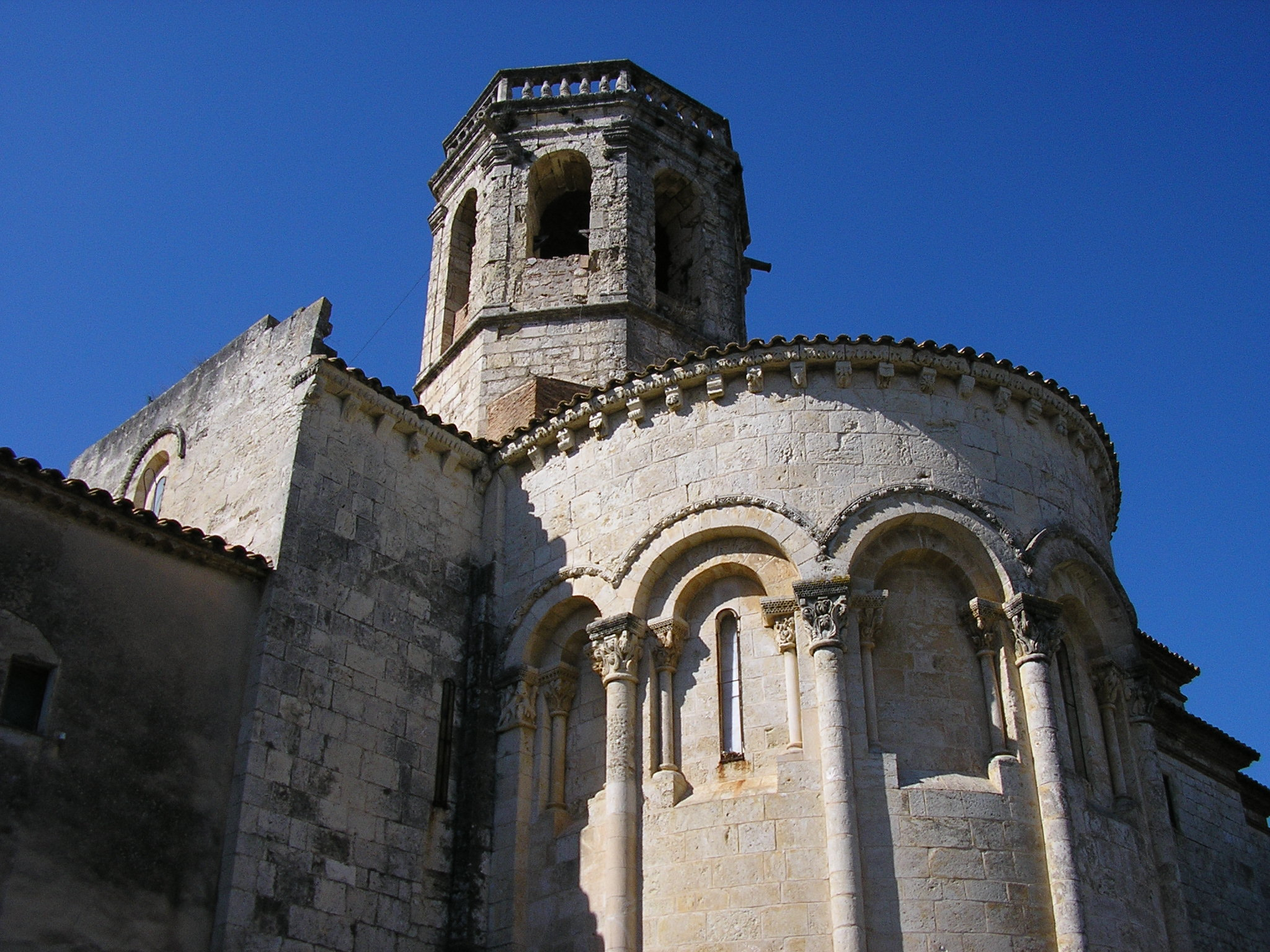
Absis

L'església és un lloc de pelegrinatge per a tothom qui vulgui conèixer a fons el romànic religiós català, ja que disposa d'una de les construccions d'aquest estil més preuades, en especial el seu meravellós absis romànic del segle xii, el més ric de Catalunya i un dels millors del romànic europeu, i la peculiar forma amb què es va fer la construcció del cimbori, la cúpula del qual descansa sobre petxines, en comptes de trompes, cas únic a Catalunya.
El seu absis romànic es considera un dels millors de Catalunya en el seu estil i un dels millors del romànic europeu.
A l'interior hi ha el retaule gòtic de l'Ascensió del Senyor, de 1421, del taller de Lluís Borrassà i atribuït a Jaume Cabrera. El campanar octogonal va ser afegit el segle xvi, construït damunt elcimbori. També s'hi afegí una capella barroca, una porta, a la façana oest, d'estil renaixentista i una capella neoclàssica edificada sobre el braç nord del creuer dels segles xvii i XVIII. Té altar i retaule barrocs de Ramon Moret (?, 1718).

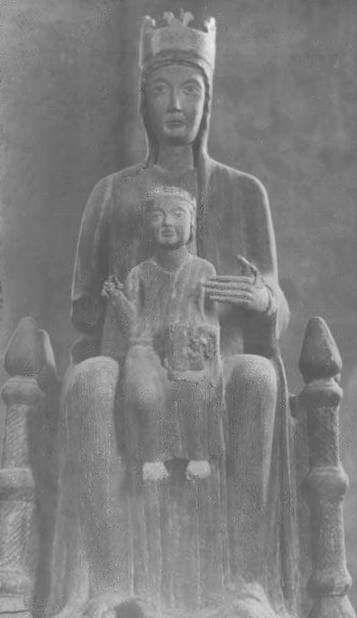
Imatge romànica de la Mare de Déu de Sarroca (foto d'entre 1890 i 1920

Dintre de l'església s'hi troba també la Creu gòtico-romana d'Orient, realitzada en temps posteriors al retaule gòtic però harmònicament molt emparentada. La Creu gòtico-romana d'Orient és pel seu estil única en el món. Fou l'obra oficial que representà la visita del Papa Joan Pau II el 7 de novembre de 1982 i que presidí el Temple de la Sagrada Família d'Antoni Gaudí a Barcelona. Fou realitzada sobre or i, perquè comprengueu la seva importància, podríem dir que, durant aquesta dominació romana d'Orient als imperis no importants s'executaven obres pictòriques sense que ni l'argent ni l'or hi apareguessin. Els imperis de no tanta importància les obres pictòriques eren plasmades sobre argent. Sols en els imperis poderosos es feia servir l'or.
El creador de l'obra és l'artista Albert Obiol i Escofet, que treballà a Sant Martí Sarroca i d'aquí se'n va anar a treballar a Barcelona en un taller habilitat per a ell, més tard passà a treballar a la Sagrada Família, on una gran grua amb vies de tren li transportà la creu i la col·locà al seu lloc presidencial, entre torres gegantines en un marc de pedres i un vitrall de colors.
La pintura gòtico-romana d'Orient és plana, és a dir, sense relleus. Els moltíssims personatges que formen la "Història de la Passió" són de disseny molt personal on es conjuguen les expressions i les perspectives impensables en els temps romans d'Orient, però introduïdes amb seny. Si us hi fixeu, veureu que els dos dits grossos dels peus són a la mateixa part, això fa que si el visitant és observador s'adoni d'aquesta circumstància de degeneració anatòmica atribuïda a les noves tendències de l'art.
Per altra part i per efecte òptic, la mà de Crist canvia de posició, si fixeu la vista en el seu punt adequat, que poden ser 2: mirant per la punta dels dits i l'altre mirant per la base dels dits.
La Creu Papal mesura 3 metres d'alçada, per 2,40 d'amplada. Es va començar a construir el 1979, obra molt laboriosa especialment pel fet d'estar coberta amb làmines d'or i pintura especial per als 62 personatges del retaule que reprodueixen escenes de la vida i passió de Crist.
Al dors de la Creu, en un recipient de cristall, porta adossada una creu feta de pa. També hi ha un tub d'uns 6 mil·límetres amb mostres de vi de totes les denominacions d'origen de Catalunya.
També en la part dorsal inferior hi ha un quadre que representa la Sagrada Família i l'escut del Vaticà amb l'emblema papal de Joan Pau II i la data de benedicció.
La monumental Creu, exemplar únic en el seu gènere, fou donada pel mateix autor Albert Obiol Escofet a la Parròquia de Sant Martí Sarroca el 12 de desembre de 1982 (ja va fer la donació de l'obra abans de la cerimònia papal a l'església romànica de Sant Martí, mentre l'estava acabant).
L'arquitecte i polític Josep Puig i Cadafalch va dirigir el 1906 les obres de restauració de l'església i fou descoberta una notable imatge romànica, la Mare de Déu de Sarroca o del Castell, destruïda posteriorment al 1936. A principis del segle XXI es va netejar la part exterior de l'església.